# Liste der Fernstraßen in den Vereinigten Arabischen Emiraten
Die Liste der Fernstraßen in den Vereinigten Arabischen Emiraten enthält die als Emirates Routes (abgekürzt E-Routes) bezeichneten Autobahnen in den Vereinigten Arabischen Emiraten ebenso wie die D-Routes.

## E-Straßen
| Kurz | Name | Verlauf                                                    | Länge  |
| ---- | ---- | ---------------------------------------------------------- | ------ |
|      | E10  | Abu Dhabi – Shahaman                                       | 25 km  |
|      | E11  | Grenze zu Saudi-Arabien – Silah – Al Qir – Grenze zum Oman | 558 km |
|      | E18  | Ras Al-Khaimah – Manama                                    | 70 km  |
|      | E22  | Abu Dhabi – Al Ain                                         | 142 km |
|      | E33  | Al Safarat – Al Haiyir                                     | 130 km |
|      | E44  | Dubai – Hatta – Grenze zum Oman                            | 188 km |
|      | E55  | Goes – Madam                                               | 97 km  |
|      | E66  | Dubai – Al Ain                                             | 128 km |
|      | E77  | Dubai – Al Habab                                           | 60 km  |
|      | E87  | E18 – Ghub                                                 | 30 km  |
|      | E88  | Sharjah – Masafi                                           | 80 km  |
|      | E89  | Diba Al Fujairah – Fujairah                                | 80 km  |
|      | E99  | Diba Al Fujairah – Kalba                                   | 100 km |
|      | E311 | Mina Jebel Ali – Ras Al-Khaimah                            | 141 km |
|      | E611 | Abu Dhabi – Umm al-Qaiwain                                 | 140 km |

## D-Straßen
| Kurz | Name | Verlauf | Länge |
| ---- | ---- | ------- | ----- |